# Królewska Akademia Malarstwa i Rzeźby

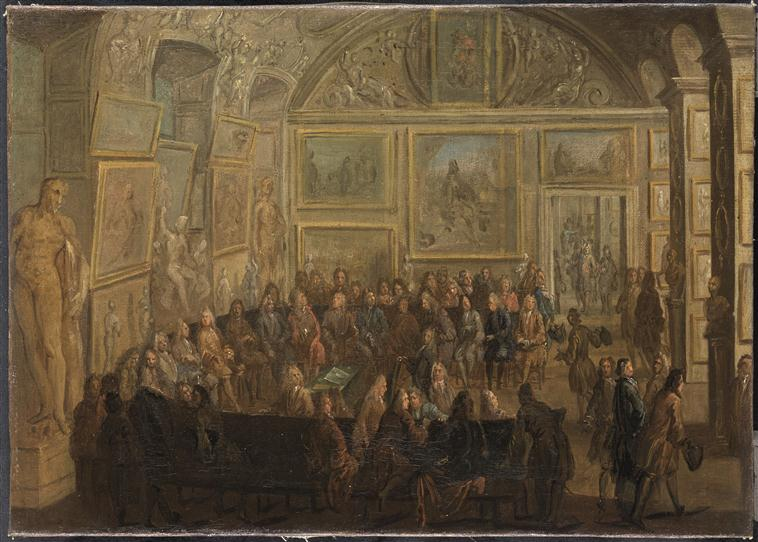
Posiedzenie zwyczajne Królewskiej Akademii Malarstwa i Rzeźby w Luwrze

Królewska Akademia Malarstwa i Rzeźby (fr. Académie royale de peinture et de sculpture) – instytucja artystyczna założona w 1648 roku w Paryżu, prowadząca działalność pedagogiczną i teoretyczną.
Została utworzona przez artystów (m.in. Charlesa Le Bruna), którzy pragnęli wyzwolić się z organizacji cechowej. Do momentu jej założenia francuscy malarze i rzeźbiarze, tak jak w średniowieczu, należeli bowiem do cechu. Uczyli się u mistrza cechowego, następnie zostawali czeladnikami i mistrzami. Zawód ten często był przekazywany przez ojców synom, którzy swoją edukację uzupełniali w warsztatach innych mistrzów. W systemie cechowym pozycja artysty równała się pozycji rzemieślnika.
W latach 1663–1664 Akademia została zreorganizowana przez Jean-Baptiste Colberta i Le Bruna. Stała się wówczas instytucją państwową, podporządkowaną królowi, której członkowie zostawali malarzami nadwornymi oraz otrzymywali inne przywileje. Na jej czele stanął Le Brun (swoją władzę sprawował do 1683 roku), a siedzibą został Luwr.
Akademia wzorowana była na rzymskiej Accademia di San Luca (Akademii św. Łukasza) (1577) i bolońskiej Accademia degli Incamminati (ok. 1600). Ona sama stała się wzorem dla podobnych akademii sztuk pięknych, zakładanych w Europie w XVII i XVIII wieku, np. w Wiedniu (1692) i Monachium (1760).
Akademia kształciła młodych artystów, za podstawę uważając naukę rysunku. Na zajęciach posługiwano się odlewami antycznych rzeźb i żywymi modelami. Od 1664 roku wyróżniającym się uczniom przyznawano nagrodę Prix de Rome, która umożliwiała im dalsze studia we Włoszech.
W 1793 roku Akademia została rozwiązana, a w jej miejsce utworzono Commune des Arts, a w XIX wieku jej funkcje sprawowały: Académie des Beaux-Arts i École nationale supérieure des beaux-arts.